# Ronnie Biggs
Ronald Arthur "Ronnie" Biggs (8. august 1929 – 18. december 2013) var en engelsk tyv, der er bedst kendt for det store togrøveri i 1963, for hans flugt fra fængslet i 1965 og for at leve  36 år som flygtning i Brasilien, mens han producerede forskellige reklamer. I 2001 vendte han tilbage til Storbritannien, hvor han kom flere år i fængsel. Biggs blev løsladt den 6. august 2009, efter at hans helbred var blevet forværret. Han døde på et plejehjem i London den 18. december 2013.